# Thereus brescia
Thereus brescia is een vlinder uit de familie van de Lycaenidae. De wetenschappelijke naam van de soort is voor het eerst geldig gepubliceerd in 1868 door Hewitson.